# O Gorila
O Gorila  é um filme brasileiro de 2012, do gênero suspense, adaptado do conto de Sérgio Sant'Anna, com roteiro de Cláudia Jouvin e dirigido por José Eduardo Belmonte.

## Sinopse
Afrânio (Otávio Muller), um homem introvertido e angustiado, lida com memórias traumáticas de sua infância. Sente-se incapaz de continuar exercendo seu trabalho como dublador. Como forma de amenizar sua solidão, ele acha uma forma de passatempo: ligar para desconhecidos, geralmente mulheres, e apresentar-se como "Gorila".
Agora, Afrânio, como seu alter-ego, usa de sua bela voz para conhecer um pouco da história das passoas que ele liga e, assim, desenvolve laços com elas. Mas, em uma noite de Natal, Afrânio recebe um trote em que do outro lado da linha há uma pessoa misteriosa que fará com que ele enfrente o mundo exterior para tentar salvar uma vida.

## Elenco
- Otávio Müller....Afrânio (Gorila)
- Alessandra Negrini....Rosalinda
- Mariana Ximenes....Cíntia
- Luíza Mariani....Lucy
- Milhem Cortaz....Namorado de Cíntia
- Eucir de Souza....Ariosto
- Maria Manoella....Mãe de Afrânio (criança)

## Principais prêmios
Festival do Rio 2012
- Melhor Ator para Otávio Muller[1]

- Melhor Atriz Coadjuvante para Alessandra Negrini